# Національний парк Мачахела
Національний парк Мачахела (груз. მაჭახელას ეროვნული პარკი) — національний парк в Аджарії, в долині Мачахлісцкалі, Грузія. Парк був створений у 2012 році на площі 8733 га (га).
Національний парк Мачахела забезпечує збереження унікального біологічного та ландшафтного біорізноманіття, довготривалу охорону екосистеми колхидських лісів, екологічну безпеку та природно-екологічний туризм і рекреаційну діяльність.

## Туристичні пам'ятки
У регіоні національного парку Мачахела є руїни фортець в історичному регіоні Мачахелі, арочні мости та винні преси. Зі схилів гори Мтаварангелози відкриваються види на Батумі і ущелину Мачахела. Центр відвідувачів парку розташований у селі Ачарісагмарті муніципалітету Хелвачаурі.